# Ruptura sino-albanesa
La ruptura sino-albanesa o el cisma sino-albanés (en chino: 中阿决裂, Pinyin: Zhōng-Ā juéliè; en albanés: Thyej midis Kinës dhe Shqipërisë), se refiere a la tensión creciente y posterior separación (en 1978) entre el Partido Comunista de China (PCCh) y el Partido del Trabajo de Albania (PPSh, por sus siglas en albanés), encabezado por Enver Hoxha, dirigente de Albania entre 1944 y 1985.

Bandera de Albania durante el régimen de Enver Hoxha.

Bandera de la República Popular China.

## Historia

### Acercamiento de Albania a China
Luego de la ruptura entre la República Popular China, dirigida por Mao Zedong y la URSS de Nikita Jrushchov a comienzos de la década de 1960, debido a la política de desestalinización emprendida por este último a partir de su discurso secreto del 25 de febrero de 1956, el estalinista líder albanés Enver Hoxha se alineó decididamente con Pekín. De hecho, Albania fue el único país del entonces denominado bloque Oriental en realizar esa arriesgada movida ideológica, estando geográficamente en plena esfera de influencia geopolítica soviética. Hoxha sintetizaría su decisión con la frase: «Nos forzaron a elegir entre 200 millones de rusos (sic) y 650 millones de chinos», en alusión a las entonces poblaciones aproximadas de los gigantes comunistas en pugna.

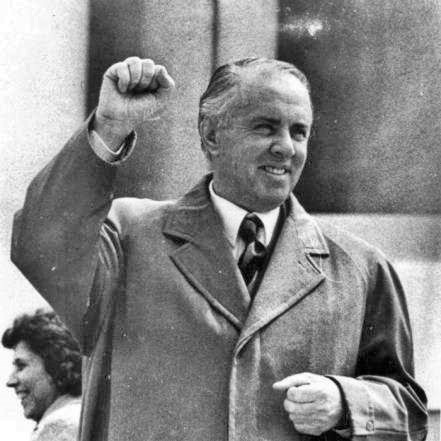
Enver Hoxha, líder de Albania entre 1944 y 1985.

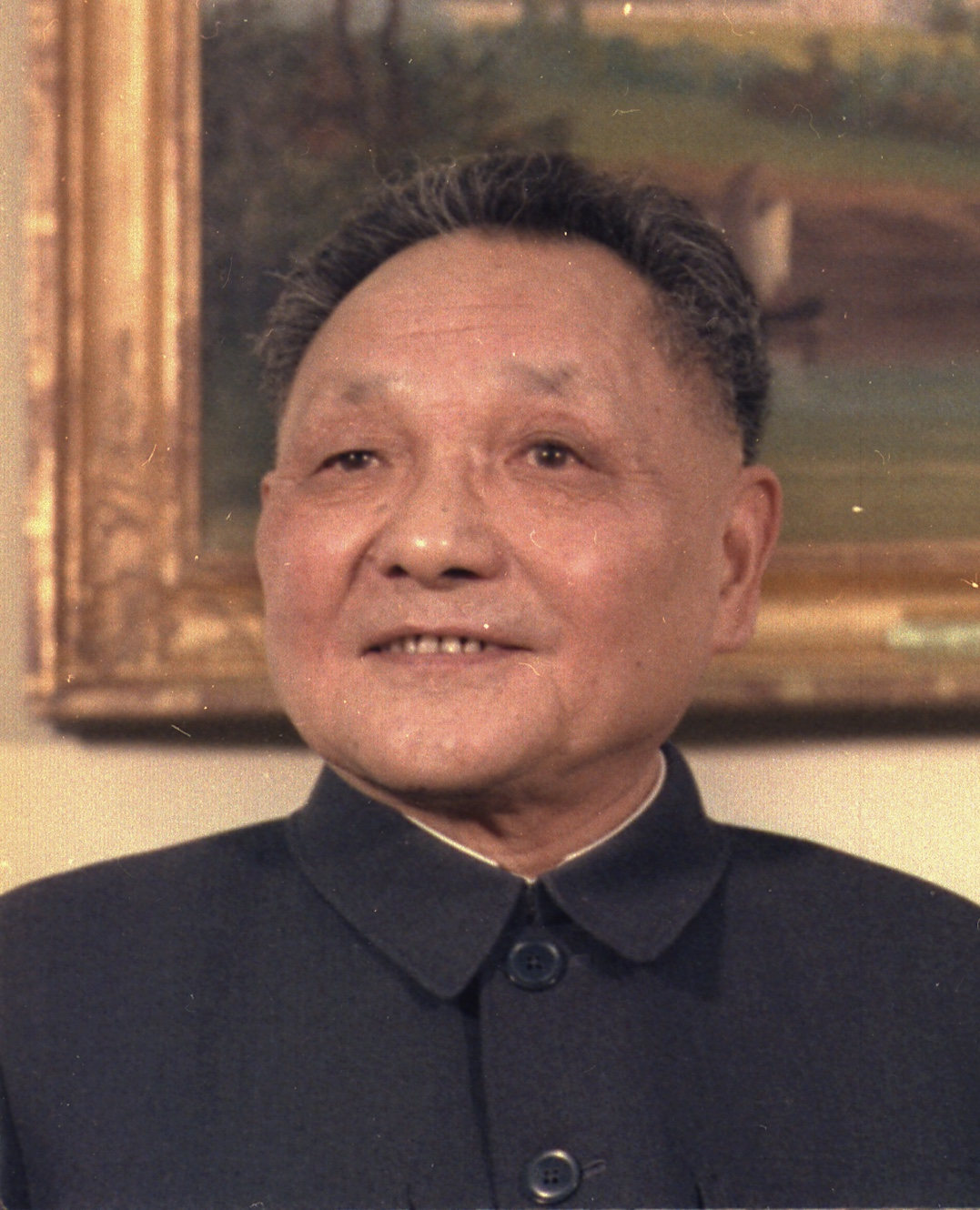
Deng Xiaoping, líder de la República Popular China durante el cénit de la ruptura sino-albanesa.

Albania lanzó proyectos de infraestructura financiados con capitales chinos y contando con asesoría tecnológica de China, lo cual resultó muy importante para el régimen albanés pese a los escasos contactos entre ambos países antes de 1960. De igual modo, Albania ofreció a China servir de intermediario para sus intereses en Europa y se instaló una central radiada de propaganda de tipo maoísta en suelo albanés.
No obstante, las hasta entonces fraternales relaciones entre ambos partidos se estancaron a comienzos de la década de 1970. En respuesta, la pequeña y periférica Albania comenzó a reposicionarse internacionalmente, abriéndose un poco de su tradicional aislamiento político. Así, durante la década de 1960 Albania comenzó a tener algunos vínculos comerciales con Francia, Italia y algunos Estados africanos por entonces recientemente independizados. Poco después, en 1971, el régimen albanés normalizó sus relaciones con sus vecinos de Yugoslavia y Grecia, aunque sin mantener vínculos estrechos en lo comercial o político.

### Cuestionamientos de Albania hacia China
Cuando el Gigante Asiático empezó a reemerger del aislamiento a comienzos de la década de 1970, aún en vida de Mao Zedong, los dirigentes chinos comenzaron a revisar su hasta entonces férreo apoyo al régimen albanés. Esa situación se radicalizaría tras la muerte del líder chino en 1976, con el lento ascenso al poder del pragmático y económicamente aperturista Deng Xiaoping, apodado por algunos como el «capitalista rojo».
Hoxha desestimó particularmente el «ideológicamente inapropiado» acercamiento de Mao Zedong a Estados Unidos, que se produjo a comienzos de la década de 1970. Éste, que había comenzado con un acercamiento indirecto conocido como «diplomacia del ping-pong», terminó con la visita oficial del presidente estadounidense Richard Nixon a Pekín en 1972. La estrictamente controlada prensa escrita albanesa, así como la radio, directamente ignoró o «boicoteó» ese importante evento.
Aun así, fue la tradicionalmente aislada Albania la que propuso la trascendental resolución de 1971 de la Asamblea General de la ONU que terminó con la expulsión de la República de China (reducida a Taiwán) del seno de esa organización y su reemplazo por la geopolíticamente mucho más importante República Popular China en su lugar. Sin embargo, Albania rehusó participar de la Conferencia sobre la Seguridad y Cooperación en Europa, y fue una de las únicas dos naciones del continente (junto al pequeño Principado de Andorra) en no participar de dicho importante encuentro que tuvo lugar en Helsinki, capital de la entonces neutral Finlandia, en julio de 1975.
Con la muerte de Mao Zedong, acaecida el 9 de septiembre de 1976, finalizó oficialmente la Revolución Cultural. Asimismo, posteriormente sería detenida la denominada Banda de los Cuatro y desde 1978 el país asiático comenzaría una paulatina pero imparable apertura económica, inicialmente en el vital sector agrícola y luego hacia la recepción de inversión extranjera directa en materia industrial.
Debido a ese giro a la derecha o «aburguesamiento» de parte de los dirigentes chinos, encabezados por Deng Xiaoping, Enver Hoxha decidió cortar políticamente con el China y cuestionar las políticas de Deng Xiaoping en el VII Congreso del PPSh de noviembre de 1976. La respuesta del PCCh fue enviar una delegación oficial a Rumanía y Yugoslavia en mayo de 1977 pero sin pasar por Albania, e invitar al comunista pero “cismáticamente neutral” líder yugoslavo Tito a una visita oficial a Pekín en agosto de 1977, mientras se acusaba a Hoxha de "ingratitud" por los proyectos de desarrollo albaneses de la última década fueron financiados por el régimen al cual ahora condenaba. En una pronta "escalada", Hoxha escribió un artículo el 7 de julio de 1977 titulado "Teoría y práctica de la Revolución" censurando como "contrarrevolucionaria" a la nueva dirigencia china y repudiando la maoísta Teoría de los Tres Mundos propugnada por Deng en 1977.
Eso fue un anticipo de la cancelación de los programas de asistencia chinos a Albania, hecho que se concretaría durante el siguiente año de 1978, mientras que el intercambio comercial entre ambos países. Al cumplirse un año de publicarse "Teoría y práctica de la Revolución", la embajada china en Tirana anunció que China ponía término definitivamente a la asistencia financiera y militar a Albania, a lo cual el 29 de julio replicó el PPSh acusando a China de "actuar como poder reaccionario" y reiterar que "el pueblo albanés no aceptaba sometimiento alguno", consumando la ruptura, si bien los lazos diplomáticos continuaron, aunque congelados.

### Consecuencias
Ante esas nuevas condiciones externas, el régimen comunista albanés intentó diversificar su comercio y mejorar sus relaciones diplomáticas con otros países (sobre todo, de la desarrollada Europa Occidental) para, de esa manera, reducir su dependencia de la República Popular China. La ruptura con los chinos dejó a Albania sin un aliado político muy importante, máxime teniendo en cuenta el histórico desencuentro con la URSS desde 1960, el cual justamente había acercado a Enver Hoxha a los comunistas chinos.
La República Popular de Albania prefirió no normalizar sus relaciones con los Estados Unidos ni con la Unión Soviética. En lugar de eso, prefirió expandir sus lazos diplomáticos con otras naciones de Europa Occidental y con algunos países no alineados del denominado Tercer Mundo, aunque el escaso poderío geopolítico de Albania causó que tales esfuerzos dieran frutos muy modestos. De manera similar a la doctrina Juche lanzada por Kim Il-sung en Corea del Norte, Hoxha apostó por el concepto de la «autosuficiencia» como estrategia basal para reconducir el desarrollo económico de Albania.

## Rupturas internacionales
A pesar de la poca incidencia de la ruptura sino-albanesa en la política internacional y los debates alrededor de la Teoría de los tres mundos, los motivos de la ruptura causaron bastante alboroto dentro del periférico pero activo movimiento maoísta internacional. Muchos de los denominados grupos antirrevisionistas (respecto del estalinismo) prefirieron adoptar una postura ortodoxa como la del PPSh de Enver Hoxha y condenaron el «nuevo rumbo» seguido por Deng Xiaoping, mientras que otros siguieron un camino más pragmático ante la propia apertura china. La primera de ambas tendencias, muy marginal dentro de las corrientes comunistas, se suele denominar hoxhismo. En España, el principal partido de esta corriente fue el Partido Comunista de España (marxista-leninista), fundado tras una escisión del PCE en 1964.
Los principales apoyos al pequeño PPSh provinieron de algunos grupos de maoístas residuales de África, América Latina y Turquía. Uno de los casos más notables se dio con el Partido Comunista del Brasil (PCdoB), el cual se encontraba enfrentando a la dictadura militar derechista y que se mantuvo leal a la doctrina estalinista mantenida por Hoxha. Otro de ellos fue la Liga Marxista-Leninista de Tigray, la cual se encontraba combatiendo contra el gobierno prosoviético del líder etíope Mengistu Haile Mariam.

## Nota
- Esta obra contiene una traducción  derivada de «Sino-Albanian split» de Wikipedia en inglés, publicada por sus editores bajo la Licencia de documentación libre de GNU y la Licencia Creative Commons Atribución-CompartirIgual 4.0 Internacional.

- Datos: Q332967